# La Rivière-Enverse
La Rivière-Enverse – miejscowość i gmina we Francji, w regionie Owernia-Rodan-Alpy, w departamencie Górna Sabaudia.
Według danych na rok 1990 gminę zamieszkiwało 281 osób, a gęstość zaludnienia wynosiła 35 osób/km² (wśród 2880 gmin regionu Rodan-Alpy La Rivière-Enverse plasuje się na 1348. miejscu pod względem liczby ludności, natomiast pod względem powierzchni na miejscu 1278.).